# Всеобщие выборы в Никарагуа (2011)
Всеобщие выборы в Никарагуа проходили 6 ноября 2011 года. На них избирались президент, вице-президент и депутаты Национальной ассамблеи. Президент Даниэль Ортега был вновь избран президентом.

## Предвыборная ситуация
В 2007 году Сандинистский фронт национального освобождения вновь стал правящей партией, а его лидер Даниэль Ортега вернулся в президентское кресло после поражения на выборах 1990 года. Хотя Конституция запрещала перевыборы президента, в октябре 2009 года Верховный Суд Никарагуа отменил положения конституции страны, запрещающие баллотироваться на второй президентский срок подряд, а также выставлять кандидатуру на третий срок, как «ущемляющие гражданские права» президента Ортеги. Его соперником был кандидат оппозиционной Независимой либеральной партии Фабио Гадеа Мантийа, получивший поддержку как правых, так и левоцентристских сил, включая Либерально-конституционную партию и Сандинистское движение обновления.
Другим кандидатом в президенты был бывший президент Арнольдо Алеман, поддержанный традиционалистской Либерально-конституционной партией. В 2003 году он был осуждён за коррупцию и отмывание денег.

## Результаты

### Президентские выборы
| Кандидат            | Партия                                         | Голоса    | %     |
| ------------------- | ---------------------------------------------- | --------- | ----- |
| Даниэль Ортега      | Сандинистский фронт национального освобождения | 1 569 287 | 62,46 |
| Фабио Гадеа Мантийа | Независимая либеральная партия                 | 778 889   | 31,00 |
| Арнольдо Алеман     | Либерально-конституционная партия              | 148 507   | 5,91  |
| Энрике Киньонес     | Никарагуанский либеральный альянс              | 10 003    | 0,40  |
| Рожер Гевара        | Альянс за республику                           | 5898      | 0,23  |
| Всего               | Всего                                          | 2 512 584 | 100   |
| Источник: CSE       |                                                |           |       |

### Парламентские выборы
| Партия                                         | Голоса    | %      | Мест |
| ---------------------------------------------- | --------- | ------ | ---- |
| Сандинистский фронт национального освобождения | 1 583 199 | 60,85  | 63   |
| Независимая либеральная партия                 | 822 023   | 31,59  | 27   |
| Либерально-конституционная партия              | 167 639   | 6,44   | 2    |
| Никарагуанский либеральный альянс              | 19 658    | 0,76   | —    |
| Альянс за республику                           | 9317      | 0,36   | —    |
| Всего                                          | 2 512 584 | 100,00 | 92   |
| Источник: CSE                                  |           |        |      |